# Suaire de Saint-Josse
Le Suaire de Saint-Josse est une œuvre d'art islamique provenant de l'Iran oriental. Il enveloppait les reliques de saint Josse (m. 669) dans l'abbaye du même nom, située dans l'actuel Pas-de-Calais. Il s'agit d'un samit de soie conservé en plusieurs fragments au musée du Louvre.

## Histoire
Ce textile fut exécuté ans la première moitié du Xe siècle, sur la commande du qâ'id Abû Mansûr Bukhtegin, comme le montre l'inscription. Ce chef militaire turc avait tenté, selon Ibn al-Athir de se rebeller contre son souverain, le Samanide Abd al-Malik Ier. Celui-ci fit exécuter son général rebelle en 961, ce qui offre un terminus ante quem à la datation du Suaire. La présence d'une grande inscription à son nom sur un textile (et sur un autre, décoré d'une unique inscription, conservé à la collection al-Sabah) témoigne des ambitions de l'émir : en effet, la production et l'usage de ce type de textiles inscrits, nommés tiraz, était une prérogative califienne.
Le tissu fut peut-être acquis lors de la première croisade par un membre de la famille de Boulogne. Celui-ci aurait pu transiter, d'après S. Makariou, soit par la région d'Edesse, soit par Constantinople. Celle-ci était également protectrice de l'abbaye de Saint-Josse-sur-Mer, où vivait une communauté monastique fondée par le saint breton au VIIe siècle. En 1134, ses ossements furent retirés de son tombeau et on utilisa le textile pour les envelopper afin de les placer dans une châsse ; Étienne de Blois, futur Étienne d'Angleterre, était présent à la cérémonie ; il semble avoir donné le tissu à ce moment. Une seconde châsse fut utilisée en 1195, et une charte placée aux côtés des ossements : elle décrit le tissu comme « in uno involuto caput cum ossibus » (« dans une enveloppe, la tête et le squelette »). En 1544, cette seconde châsse d'argent disparut lors d'un pillage, et les reliques ainsi que le textile furent déposés dans une troisième châsse, plus modeste. 
Le textile subit des altérations à un moment indéterminé, puisqu'en 1843, un fragment entourait le crâne du saint, et un autre, plus grand, les os. En 1920, lors d'une translation de reliques, il fut découpé en plusieurs morceaux et dispersé par le curé de la paroisse. Un érudit, Camille Enlart, fut alerté et mit un terme à l'opération. Le musée du Louvre fit l'acquisition de trois fragments en 1922.

## Description
Du fait du morcellement du textile, et de son caractère incomplet, il est difficile d'envisager son organisation générale. Dans son état actuel, il est composé d'un champ principal délimité par une bordure à motif de zigzags, et d'une bordure délimitée et compartimentée par une frise géométrique, elle-même bordée d'une mince frise de demi-palmettes. Dans le champ principal se trouvent deux éléphants harnachés, entre les pattes desquels se tiennent deux animaux fantastiques aux longs cous. Les éléphants surmontent une grande inscription en caractères kufiques, dont ils sont séparés par une rangée de motifs en forme de cœur. Celle-ci peut être lue : 

عز وإقبال للقائد أبی مذصور بختكين أطال الله بق [ائه]

et traduite « Gloire et bonheur au qâ'id Abû Mansûr Bukhtegîn, que Dieu le garde en prospérité ». La bordure présente, sur les côtés, deux processions de chameaux, et dans un coin, un motif d'oiseau. La palette utilisée est assez restreinte, elle combine le rouge bordeaux (fond, détails) et des teintes beige, jaune, bleu pâle et brun (motifs).

## Technique
Habituellement décrit comme un « samit », le Suaire est un textile de soie qui « relève d'une technique particulièrement complexe, sans aucun équivalent connu ». Le travail de la soie était développé dans le monde iranien dès la période pré-islamique, sous les Sassanides. Au Xe siècle, les ateliers des régions iraniennes orientales, la Transoxiane autour de Boukhara et le Khorassan autour de Merv et Nishapur étaient actifs dans la production de textiles de soie. 

## Iconographie

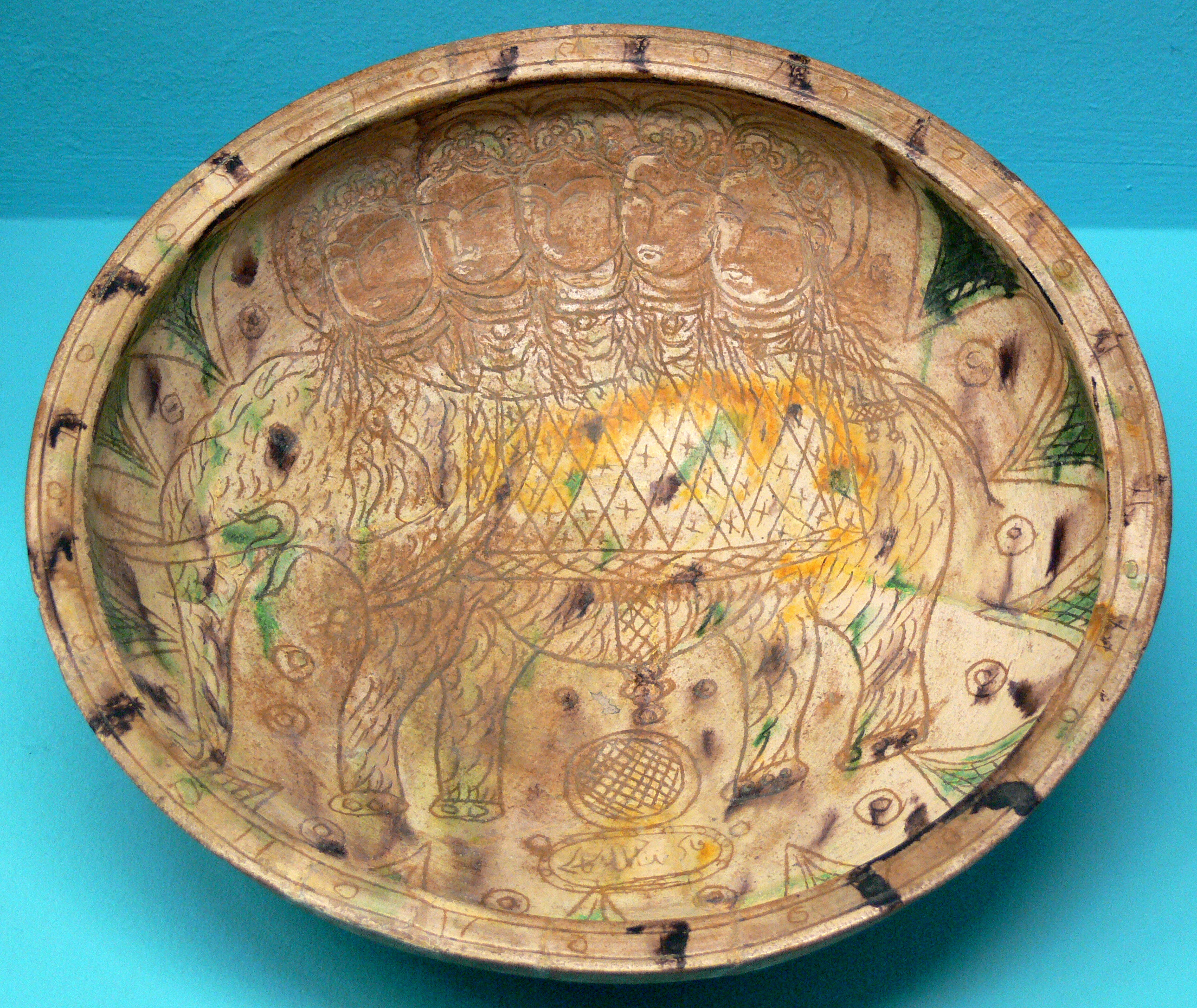
À partir de la fin du X, l'éléphant est beaucoup plus présent dans l'art islamique, comme dans cet exemple de céramique iranienne du XII.

Le Suaire de Saint-Josse constitue l'une des premières représentations d'éléphants à la période islamique. Ces animaux étaient employés avant l'Islam comme montures de guerre, mais cet usage semble être tombé en désuétude avec l'invasion arabo-musulmane, et ce, jusqu'à l'invasion ghaznévide. Durant quatre siècles, ils sont demeurés des montures d'apparat et des objets de curiosité, parfois envoyés en tant que cadeau diplomatiques ; le harnachement des éléphants du Suaire semble donc plus être un élément de parade. Une représentation assez proche se trouve sur un textile byzantin, le zeuxippe, conservé dans le trésor de la cathédrale d'Aix-la-Chapelle et tissé pour l'empereur Nicéphore II Phocas (r. 963-969). 
Les chameaux de Bactriane, bien différenciés grâce à leurs deux bosses des dromadaires plus souvent représentés dans l'art islamique, sont liés les uns aux autres comme dans une caravane. Ils rappellent l'importance économique de ces animaux de montagne, utilisés le long des routes commerciales entre la Chine, l'Iran et le monde méditerranéen. Ils pourraient aussi rappeler le nom du commanditaire du textile, Bukhtegin signifiant littéralement « prince-chameau ».
Les quadrupèdes griffus et ailés, aux longs cous sinueux terminés par une tête d'oiseau, qui prennent place entre les pattes des éléphants, ne semblent pas avoir d'équivalent dans l'art islamique. L'oiseau a été interprété comme un coq.

## Style
De nombreux éléments dans le décor du Suaire de Saint-Josse, comme dans sa technique, rappelle des œuvres sassanides : les rubans flottant derrière la tête des chameaux, collier perlé sur l'oiseau, rais de cœur, position affrontée, articulation des pattes marquées par des cercles perlés. La « cravate » de l'oiseau rappelle l'usage des ménageries sassanides. Les groupes de trois points présents sur les flancs des éléphants ont également des résonances turques : on les retrouve fréquemment sur des œuvres turques plus tardives, jusque sous la dynastie ottomane. 
Le suaire de Saint-Josse marque néanmoins une évolution majeure par rapport aux traditions textiles sassanides, en s'affranchissant des médaillons perlés qui organisent généralement le décor de ces œuvres. On note aussi une stylisation forte par rapport au traitement relativement réaliste dans les pièces sassanides. 

## Usage
Ce textile, par sa grande inscription, appartient au groupe des tiraz, c'est-à-dire des textiles de prestige, tissés dans des ateliers royaux, et qui étaient destinés à servir de cadeaux diplomatiques et de distinctions honorifiques. Sa fonction reste toutefois difficile à déterminer. S. Makariou propose d'y voir un tapis pour une monture, mais note que l'inscription serait alors illisible, car retournée.

## Postérité

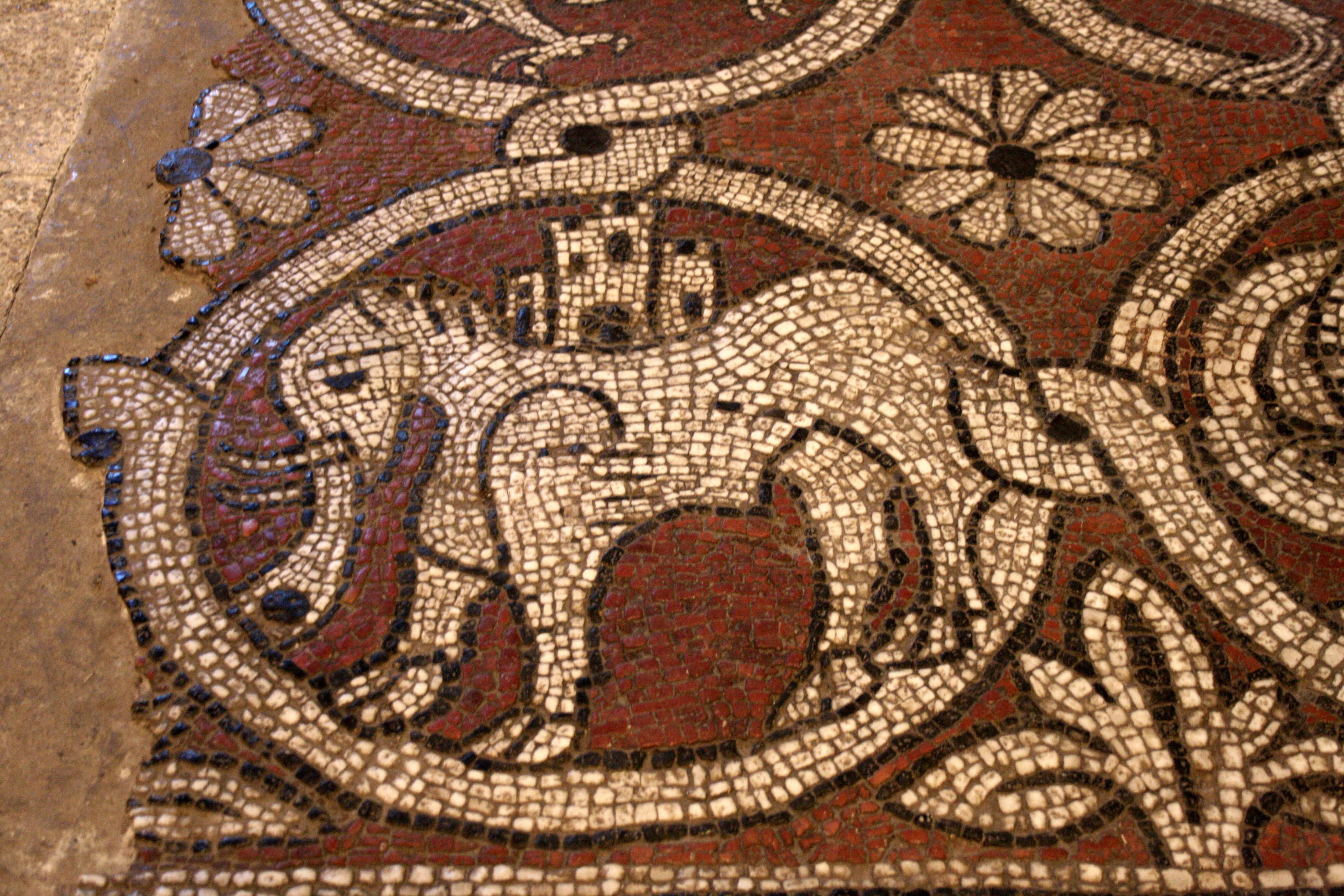
L'éléphant représenté sur le pavement de Ganagobie (années 1120) pourrait avoir été influencé par celui du Suaire

Le suaire de Saint-Josse, s'il est bien passé par Constantinople, aurait pu servir de modèle au textile aux éléphants tissé pour Nicéphore II Phocas. Il semble ensuite avoir influencé l'art médiéval occidental, où plusieurs représentations d'éléphant semblent en dériver : V. Huchard mentionne ainsi le pavement de Ganagobie, des enluminures, un chapiteau d'Aulnay de Saintonge, ou encore un relief conservé au musée historique de la ville de Lyon, et probablement réalisé dans la vallée du Rhône à la fin du XIe siècle. Il serait toutefois exagéré de dire que toute représentation d'éléphant dans l'art roman dérive du Suaire ; en effet, certaines présentent un style très différent, et puissent probablement leur inspiration dans d'autres pièces. 